# Comunità scrivente
Nell'ambito delle pratiche di scrittura le comunità scriventi sono progetti di scrittura collettiva da parte di gruppi (formali o informali) volti a costruire interpretazioni e chiavi di lettura complesse riguardo a un particolare dominio conoscitivo, non da una prospettiva esterna/oggettiva ma con uno sguardo "interno" agli eventi.
In genere le pratiche di scrittura collettiva sono volte a fornire un'immagine di sé in quanto comunità e della propria azione nel contesto-mondo. Nelle società dell'informazione del XXI secolo, la ricerca e la costruzione di identità diventa sempre più una necessità intrinseca alle relazioni fra gli individui. Una comunità scrivente cerca di coagulare, attorno a un tema specifico, l'interesse per la stratificazione di significati e l'auto-rappresentazione attraverso la scrittura. Si tratta quindi di una meta-riflessione che si richiama nella pratica all'antropologia, applicandolo tale sguardo critico non all'Altro ma a Sé e al proprio mondo.
Uno dei testi disponibili costruiti con tale metodologia è il testo di Ippolita Open non è free. Comunità digitali tra etica hacker e mercato globale, libro in cui la comunità scrivente che si raccoglie dietro il nome collettivo di Ippolita articola il proprio punto di vista sul mondo del free software e dell'open source e sulla pratiche di condivisione delle comunità digitali essendo essa stessa parte di questi mondi.